# سادائو ساتو
سادائو ساتو (انگلیسی: Sadao Sato; ۸ مهٔ ۱۹۴۹ – ۲۳ اکتبر ۲۰۰۳) کشتی‌گیر اهل ژاپن بود. وی در مسابقات بازی‌های المپیک تابستانی ۱۹۷۲ و بازی‌های المپیک تابستانی ۱۹۷۶ حضور داشت.